# رافد (نهر)

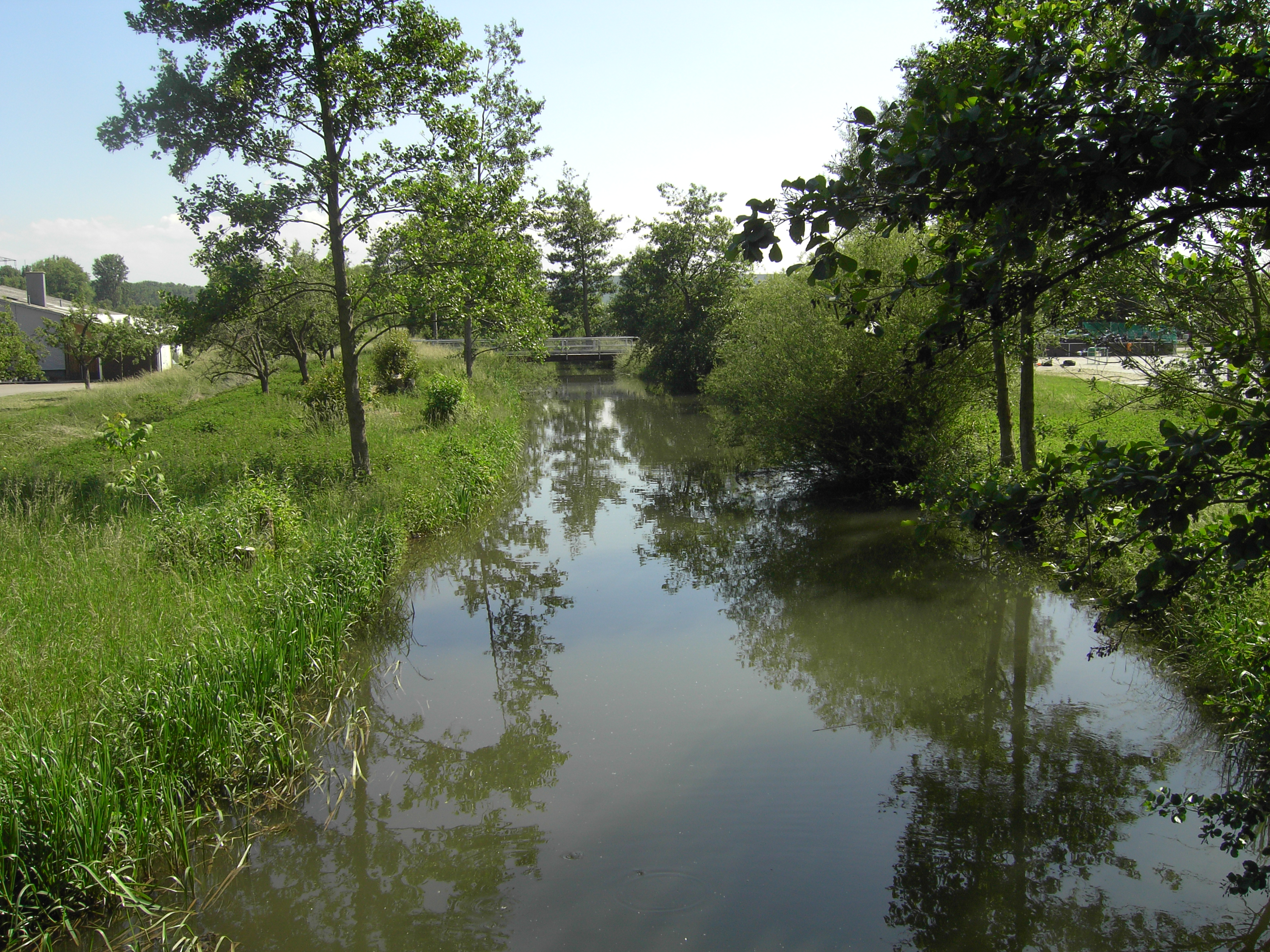
جدول بفينز الذي يصب في نهر الراين في منطقة بادن فورتمبيرغ الألمانية

الرافد هو مجرى مائي يصب في مجرى آخر يكون تدفقه عادةً أكبر من تدفق المنبع عند نقطة التقاء محددة. وتتحدد جهة المنبع جغرافياٌ بحسب موقعه بالنسبة للمجرى المائي الرئيسي إذ يمكن ان يكون منبعاً من ضفة شرقية أو من ضفة غربية. وتتحدد الضفة بواسطة قربها أو بعدها عن جهة التدفق.
يمكَن المنبع من جمع المياه في المستجمعات وأحياناً من المسطحات المائية والمياه الجوفية لتتدفق عبره.

## معرض صور

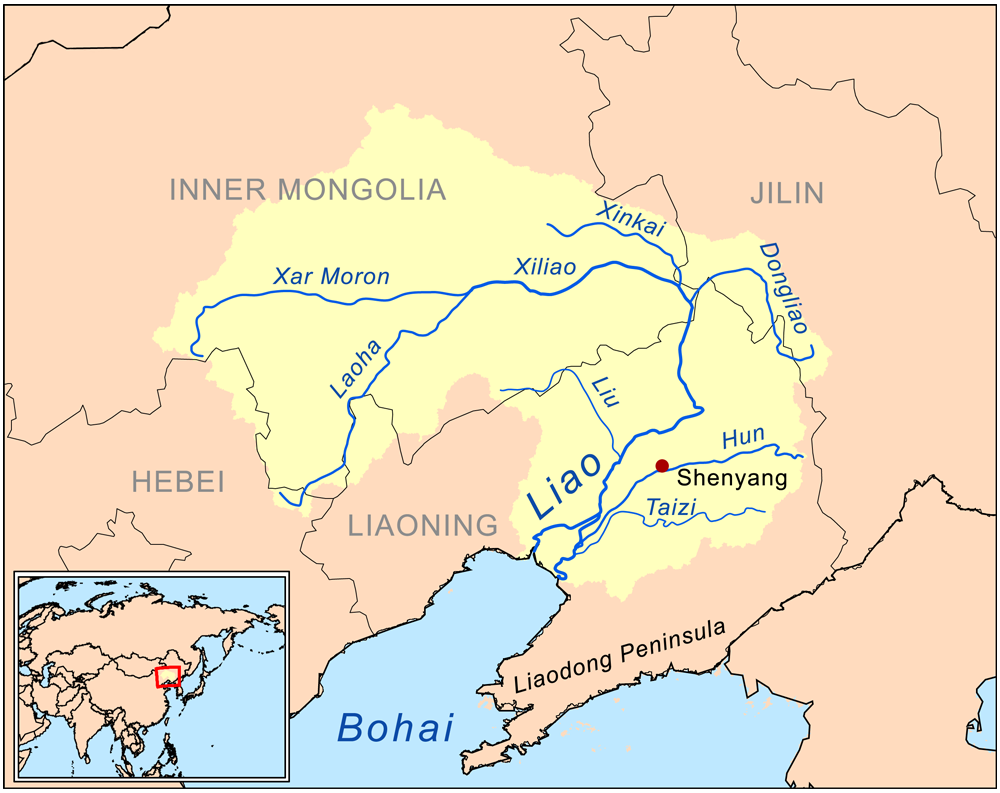
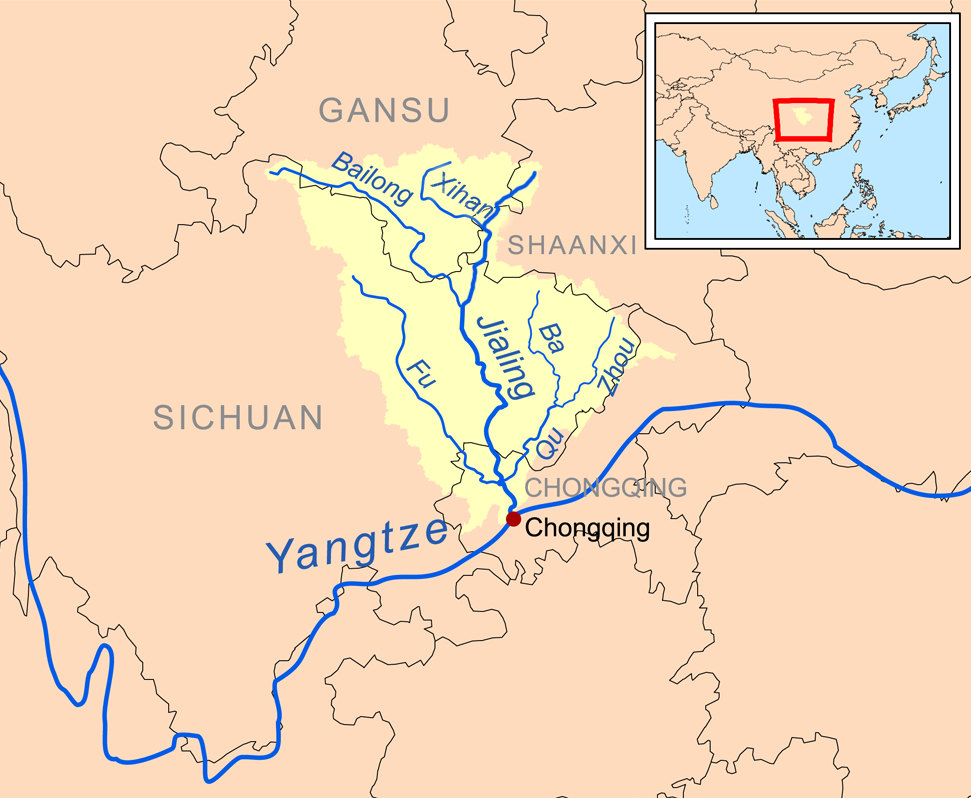
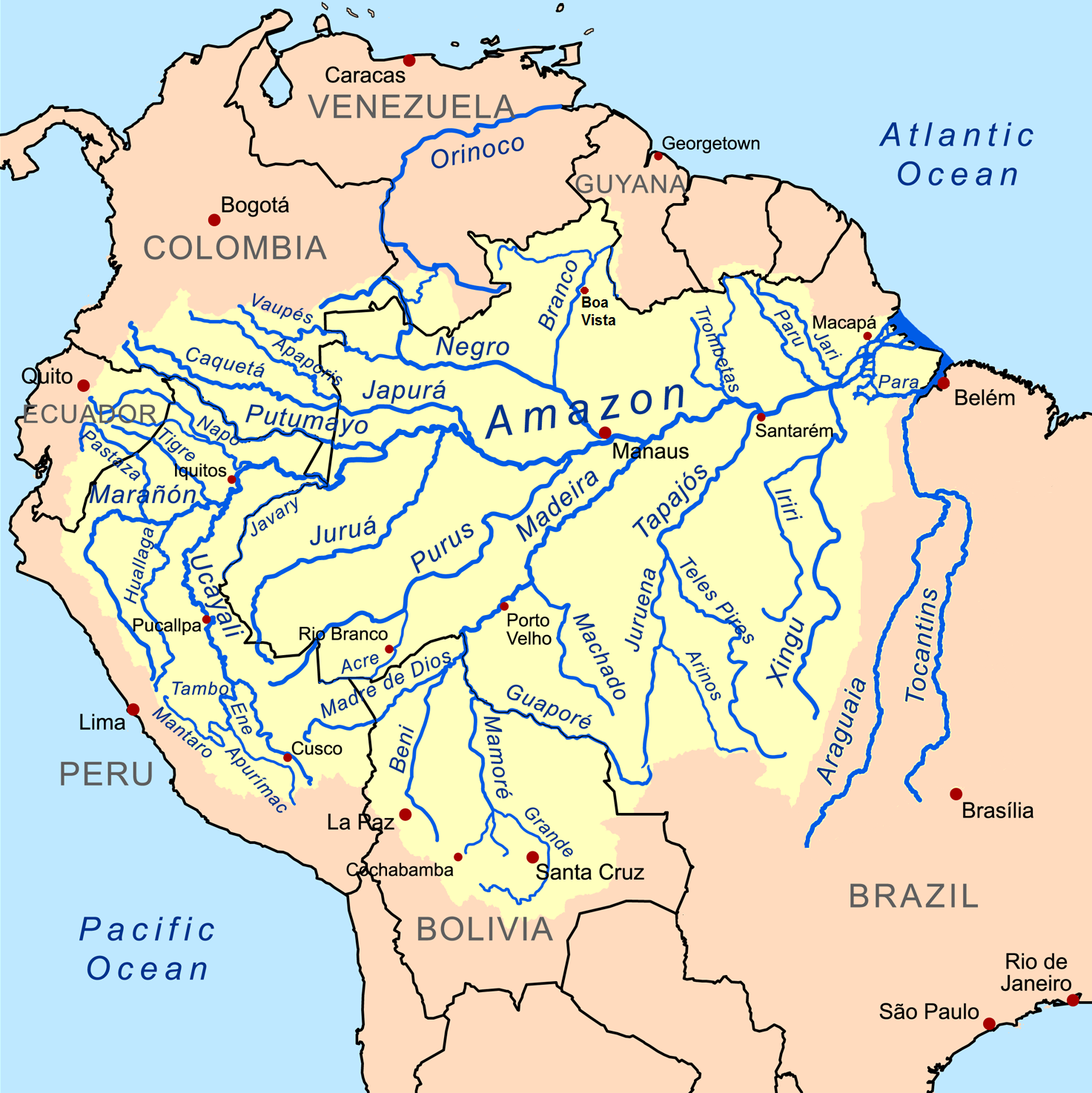
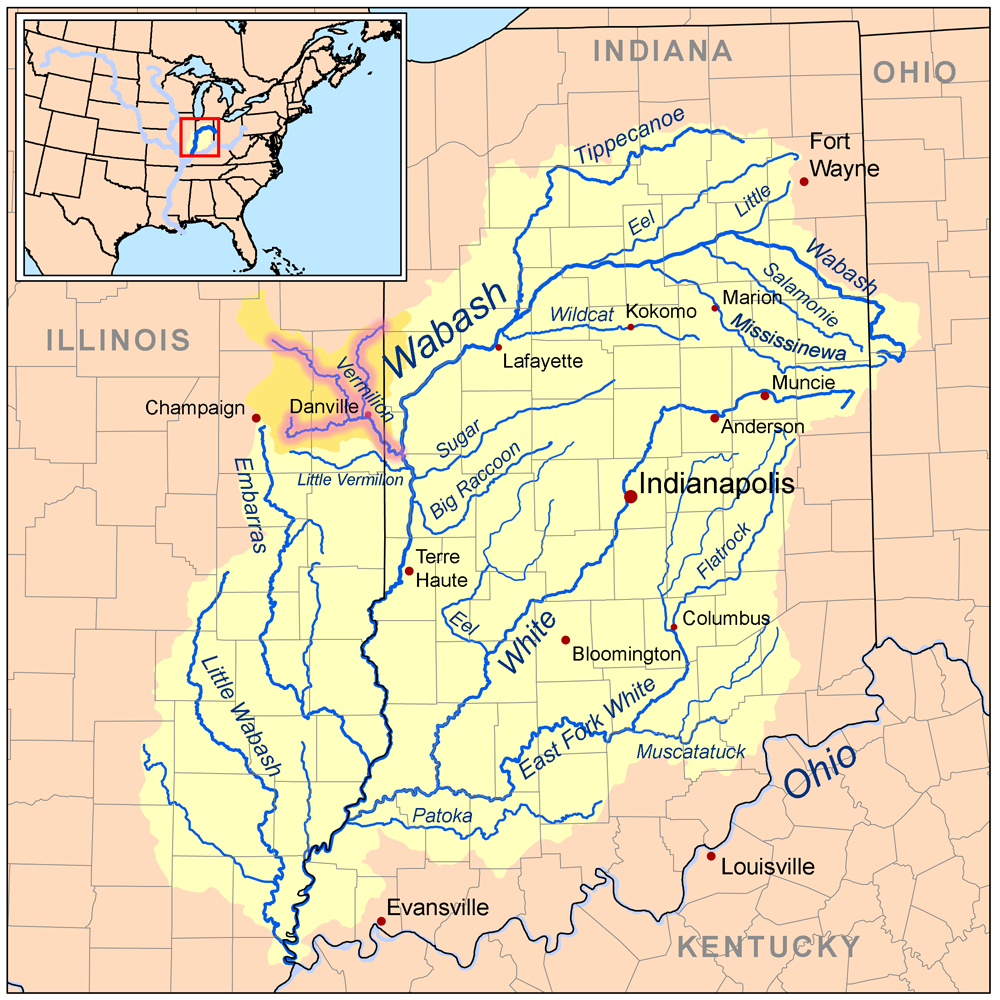
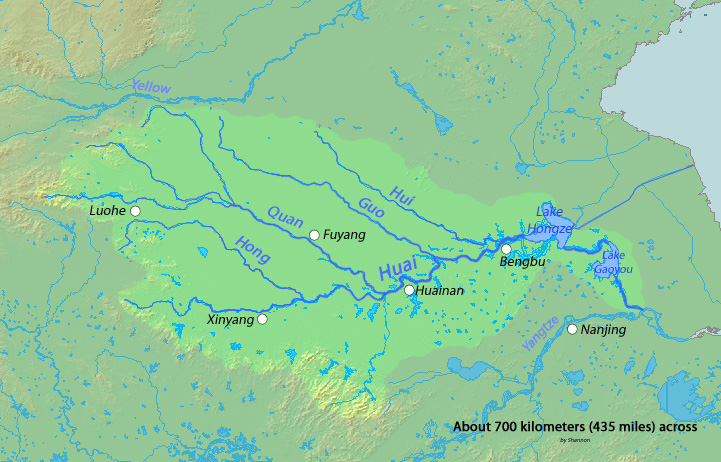
نهري دجلة والفرات في العراق، يلتقيان ويكونان نهر يعرف بشط العرب.